# Daniel van Galicië
Daniel van Galicië ook bekend als Daniel Romanovitsj (Oekraïens: Данило Галицький, Данило Романович; Oudroetheens: Данило Романовичъ; Halytsj, 1201 - Chełm, 1264) was van 1205 tot 1253 vorst van Galicië-Wolynië en van 1253 tot 1264 de eerste koning van Galicië-Wolynië. Hij behoorde tot het huis Ruriken.

## Levensloop
Daniel was de zoon van vorst Roman van Galicië-Wolynië en Anna Helena Angelina, dochter van keizer Isaäk II Angelos van het Byzantijnse Rijk. Toen zijn vader in 1205 overleed, werden Daniel, zijn moeder en zijn broer Vasilko door de bojaren van Galicië gedwongen om in ballingschap te gaan. Toen de bojaren in 1213 een eigen vorst benoemden, vielen Polen en Hongarije Galicië-Wolynië binnen om de claims van Daniel en Vasilko te ondersteunen. UIteindelijk verdeelden ze het rijk echter onderling. In 1219 liet Daniël zijn claims op Galicië-Wolynië vallen ten voordele van zijn schoonvader Mstislav Mstislavitsj. 
In 1221 herbevestigde Daniël zijn heerschappij over Galicië, waar de bojaren en de bevolking voortaan loyaal moesten zijn aan de Rurikdynastie. In 1234 versloeg hij Alexander Vsevolodovitsj, waarmee Daniel ook het vorstendom Belz in handen kreeg. In 1238 versloeg hij dan weer de ridders van de Orde van Dobrzyń en kon hij zo het grootste deel van het vorstendom Galicië terugwinnen. Toen de Duitse Orde de heidense Pruisen onderwierp, probeerde Daniel hetzelfde te doen met de heidense Jatvingen. 
In 1239 veroverde hij Kiev, de toenmalige hoofdstad van het Kievse Rijk. Omdat de stad door de troepen van het Mongoolse Rijk bedreigd werd, stuurde Daniel zijn commandant Dmitr naar Kiev om de stad te verdedigen. Na een lange belegering slaagden de Mongoolse troepen er echter in om door de stadsmuren van Kiev te breken en ondanks hevige gevechten binnen de stad zelf, viel Kiev op 6 december 1240 en werd de stad grotendeels verwoest. Een jaar later trokken de Mongolen tijdens de campagne tegen Polen en Hongarije door het vorstendom Galicië-Wolynië, waarbij het vorstendom ook grotendeels verwoest raakte. 
De volgende jaren was Daniel zijn macht over Galicië-Wolynië kwijt, totdat hij op 17 augustus 1245 bij Jaroslavl de verenigde troepen van de vorst van Tsjernihiv, Polen, Hongarije en ontevreden bojaren versloeg. Toen had hij Galicië-Wolynië eindelijk volledig in handen, waarmee hij het rijk van zijn vader hersteld had. Hij maakte van zijn broer Vasilko de heerser van Wolynië, terwijl Daniel zelf Galicië bleef besturen, hoewel hij in feite in beide vorstendommen de werkelijke macht uitoefende.
Op het vlak van de binnenlandse politiek focuste Daniel zich op stabiliteit en economische groei. Tijdens zijn heerschappij nodigde hij Duitse, Poolse en Russische handelaars en ambachtslieden uit en vestigden zich een groot aantal Armeniërs en Joden in zijn steden. Ook stichtte Daniel in 1256 de stad Lviv en de stad Chełm (toen nog Cholm) en versterkte hij de andere steden. Hij benoemde ook verschillende ambtenaren die de boeren moesten beschermen tegen aristocratische uitbuiting en richtte hij sterke infanteriedivisies op die speciaal voor de boeren gericht waren.
De successen van Daniel gecombineerd met de slechte verdediging van de stad Kiev trokken opnieuw de aandacht van de Mongolen. In 1246 werd Daniel ontboden naar de stad Saraj, de hoofdstad van de Gouden Horde, en hier werd hij gedwongen om de Mongolen als leenheer te erkennen. Daniel aanvaardde dit, op voorwaarde dat er 100 gezinnen van de christelijke Keiraïten naar Galicië gedeporteerd werden.
Hoewel Daniel de Mongolen als leenheer erkende en hij hen soldaten stuurde als ze dat vroegen, voerde hij een buitenlandse politiek die tegen de Gouden Horde gericht was. Zo kreeg hij goede contacten met Polen en Hongarije en bood paus Innocentius IV hem in de vorm van een kruistocht hulp aan. Op voorwaarde voor deze hulp moest Daniel zijn landerijen onder de kerkelijke autoriteit van de Pauselijke Staat plaatsen, een belofte die hij echter nooit kon vervullen. Omdat Innocentius IV de kans rook om zijn autoriteit uit te breiden, moedigde hij Daniel ook fel aan om in verzet tegen de Mongolen te gaan en zich naar het westen te richten. Zo stuurde de paus een gezant die Daniel in 1253 in Drohiczyn tot koning van Galicië-Wolynië kroonde. Daniel wilde echter meer dan erkenning en zei bitter dat hij een leger verwachtte als hij de kroon zou krijgen. 
In 1254 kon Daniel de Mongoolse aanvallen geleid door Kuremsa Khan (zoon van heerser Orda Khan van de Witte Horde) afweren en begon hij een militaire expeditie met de wens om Kiev te veroveren. Ondanks oorspronkelijke successen viel in 1259 een Mongools leger onder leiding van Burundai en Nogai Khan Galicië-Wolynië binnen en stelden de Mongolen een ultimatum: Daniel moest de versterkingen van zijn steden verwoesten of Burundai zou al zijn steden laten plunderen. Hij gaf toe en vernietigde de versterkingen van zijn steden. 
In de laatste jaren van zijn regering concentreerde Daniel zich op de dynastieke politiek: zo huwde hij een zoon en een dochter van hem uit aan kinderen van grootvorst Mindaugas van Litouwen en kreeg hij verschillende Poolse territoriale gebieden van Mindaugas toegewezen. Een andere dochter Ustinia huwde hij uit aan vorst Andrej II van Vladimir. Zijn zoon Roman huwelijkte hij uit met Gertrude van Babenberg, erfgename van het huis Babenberg, maar hij slaagde er niet in om zijn zoon als hertog van Oostenrijk te laten benoemen.
Bij zijn dood in 1264 had Daniel de gebieden van zijn vader heropgebouwd en uitgebreid door verdragen met Polen en Hongarije te sluiten, verzwakte hij de Mongoolse dominantie in West-Oekraïne en had hij de economische en sociale standaarden van zijn domeinen doen stijgen. Zijn zoon Leo volgde hem op als koning van Galicië-Wolynië.

## Huwelijken en nakomelingen
In 1218 huwde Daniel met Anna van Novgorod (overleden voor 1252), dochter van Mstislav Mstislavitsj. Nadat zijn eerste echtgenote was overleden, hertrouwde hij voor 1252 met een dochter van grootvorst Mindaugas van Litouwen. Hij kreeg tien kinderen:
- Irakli (1223 - voor 1240)
- Leo I (1228-1301), koning van Galicië-Wolhynië
- Roman (1230-1261), vorst van Zwart-Ruthenië
- Mstislav (overleden na 1300), vorst van Galicië
- Sjvarn (overleden in 1269), grootvorst van Litouwen
- een jonggestorven zoon
- Perejaslava (overleden in 1283), huwde in 1248 met hertog Ziemovit I van Mazovië
- Oestinia, huwde in 1250/1251 met vorst Andrej II van Vladimir
- Sofia, huwde in 1259 met graaf Hendrik V van Schwarzburg-Blankenburg
- een jonggestorven dochter